# Hexafluoropropan-2-ol
L'hexafluoropropan-2-ol ou hexafluoroisopropanol, couramment abrégé en HFIP, est un composé organique de formule (CF3)2CHOH appartenant à la famille des alcools fluorés. À température ambiante, il se présente sous la forme d'un liquide incolore, volatil avec une odeur piquante caractéristique. Il est utilisé comme solvant notamment pour les polymères, mais aussi de par sa forte polarité et sa forte capacité à produire des liaisons hydrogène, il est utilisé pour dissoudre des composés capable d'accepter ces liaisons hydrogène, comme des amides ou des éthers. L'hexafluoropropan-2-ol est transparent à la lumière UV, il est dense, peu visqueux et a un indice de réfraction faible.

## Synthèse
L'hexafluoropropan-2-ol est en général synthétisé à partir de l'hexafluoropropylène. Celui-ci est transformé en hexafluoroacétone qui est ensuite réduite par un réducteur fort comme le tétrahydruroaluminate de lithium ou le tétrahydruroborate de sodium. Il est également possible de faire subir à l'hexafluoroacétone une hydrogénation, catalysée par exemple par le nickel de Raney, du platine ou du palladium.